# Moradin
Moradin è una divinità immaginaria del gioco di ruolo fantasy Dungeons & Dragons. Moradin ha creato i primi nani forgiandoli dal metallo e dalle gemme e ha soffiato per dare loro un'anima. Il suo simbolo sono un'incudine e un martello e i suoi seguaci sono i nani e i lavoratori del metallo.

## Aspetto
Moradin si presenta come un nano dal fisico possente e dall'ampio torace, braccia muscolose e ampie spalle. Ha capelli e barba nero scuri e fluenti e indossa sempre un'armatura completa; ha uno scudo legato dietro le spalle mentre nella mano regge sempre un martello da guerra.

## Dogma
Moradin protegge i nani e i princìpi come quelli della legge e del bene. Moradin non tollera il male tra i nani e proprio per questo fu costretto a cacciare i duergar che avrebbero portato solo caos e disordine. I suoi insegnamenti riguardano soprattutto la lealtà al clan e al suo capo e fronteggiare con fare stoico tutte le avversità che possono minare le fondamenta della cultura nanica.

## Clero
I chierici di Moradin sono deputati a far progredire la razza dei nani in tutti i percorsi della vita. Infatti compiono un gran numero di cerimonie, dai matrimoni alle incoronazioni dei monarchi, educano i più giovani, aiutano a progettare sistemi di difesa e esortano e supportano le spedizioni che mirano ad insediare nuovi luoghi. Inoltre, custodiscono gli archivi storici dove sono contenute tutte le storie riguardanti la loro nascita e il clan al quale appartengono.

## I Templi
I templi sono semplici ma tutti contengono il simbolo dell'incudine e del martello e l'incudine a volte funge da altare. Nei templi c'è anche una forgia che i chierici tengono perennemente accesa.

## Avatar
Non sempre gli avatar somigliano a Moradin perché a volte essi viaggiano sotto forma di elementali della terra o di qualche sottorazza nanica. Il loro compito è quello di vegliare sulle popolazioni naniche e sui loro clan e di tenere protetti questi ultimi dalle insidie di Gruumsh o di altri popoli nemici.